# Calligra Flow
Calligra Flow — свободный редактор диаграмм и блок-схем, являющийся частью Calligra Suite — форка KOffice.

## Описание
До декабря 2010 распространялся в составе KOffice под названием Kivio.
Calligra Flow представляет собой редактор блок-схем и диаграмм для офисного пакета приложений Calligra Suite и имеет пользовательский интерфейс, похожий на Microsoft Visio. Calligra Flow полностью интегрирован в Calligra Suite и может быть, к примеру, встроен в Calligra Words.
Особенности:
- Скриптинг трафаретов с помощью Python;
- Поддержка трафаретов Dia;
- Фреймворк для плагинов, добавляющих более широкую функциональность.

## Аналоги
- MS Visio
- Dia
- LO Draw